# Arctopontius expansus
Arctopontius expansus is een eenoogkreeftjessoort uit de familie van de Artotrogidae. De wetenschappelijke naam van de soort is voor het eerst geldig gepubliceerd in 1915 door Sars G.O..